# Берладь
Берла́дь — территория между реками Днестр и Дунай.

## Общие сведения
Имя территории дано по городу Берладь, который ныне является румынским городом Бырлад. Место известное тем, что после неудачной попытки в 1145 года захватить древний Галич, здесь скрывался племянник галицкого князя Владимира Володаревича — Иван Ростиславич, который с тех пор известен, как Иван Ростиславич Берладник.

## О возможности существования княжества
Нет оснований считать, что когда-либо существовало Берладское или Берладь-днестровское княжество Ивана Берладника, как ранее полагали некоторые историки XIX и начала XX века. Берладь была населена свободными людьми из многих древнерусских земель, бежавшими от князей и бояр или просто искателями приключений.

## Мнение о территории
В глазах князей Древнерусского государства эта территория являлась символом произвола и беззакония, местом скопления выброшенных из общества людей, о чём свидетельствуют, например, слова владимиро-суздальского князя Андрея Боголюбского, сказанные в 1173 году князю Давиду Ростиславичу, которого он стремился изгнать с Руси: «А ты поиди в Берладь, а в Руськой земли не велю ти быти».